# Sandiãs

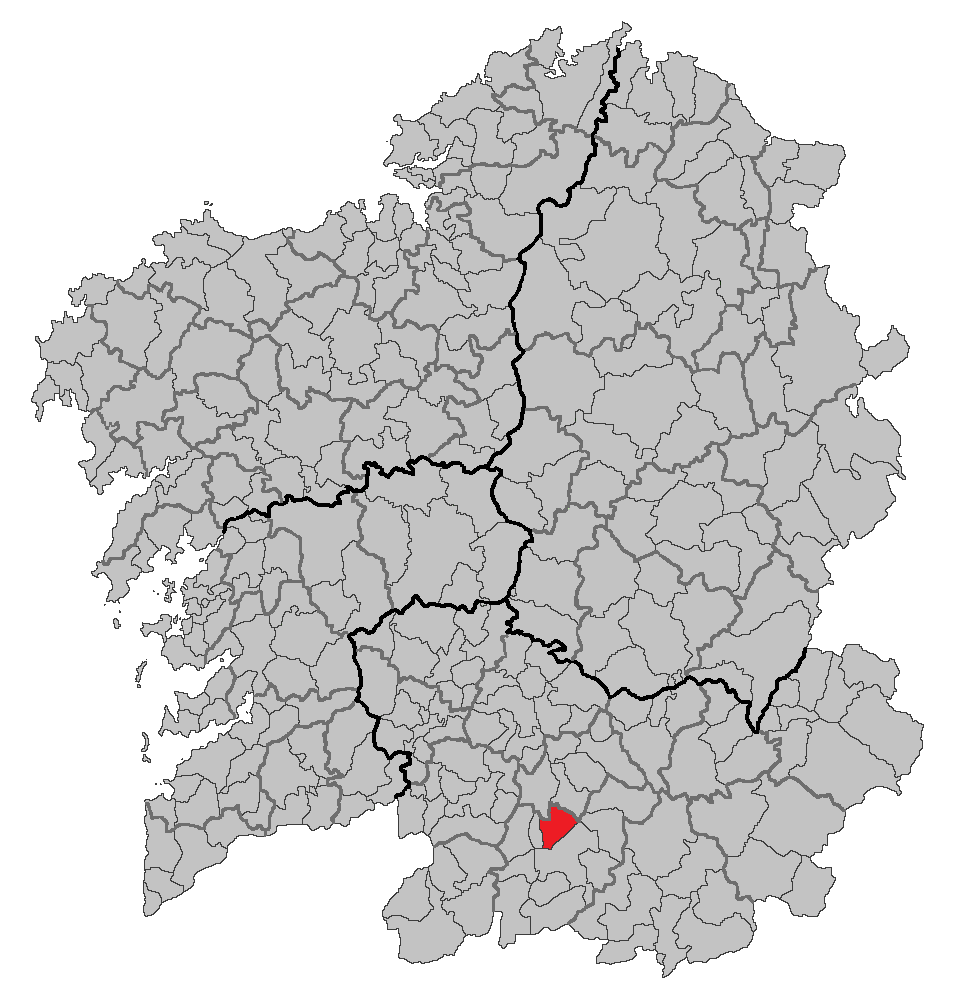
Localização de Sandiás

Sandiãs (em galego, Sandiás; em espanhol, Sandianes) é um município da Espanha na província de Ourense, comunidade autónoma da Galiza, de área 52,9 km² com 
população de 1525 habitantes (2007) e densidade populacional de 29,84 hab/km². Está constituído por três freguesias (Couso de Limia, Sandiás e Piñeira de Arcos). Tem como limites os municípios de Xunqueira de Ambía e Allariz pelo Norte; Vilar de Santos, pelo Oeste e pelo Leste e pelo Sul, Xinzo de Limia.

## Demografia
| Variação demográfica do município entre 1991 e 2004 | Variação demográfica do município entre 1991 e 2004 | Variação demográfica do município entre 1991 e 2004 | Variação demográfica do município entre 1991 e 2004 |
| --------------------------------------------------- | --------------------------------------------------- | --------------------------------------------------- | --------------------------------------------------- |
| 1991                                                | 1996                                                | 2001                                                | 2004                                                |
| 1944                                                | 1749                                                | 1670                                                | 1585                                                |

## Património edificado

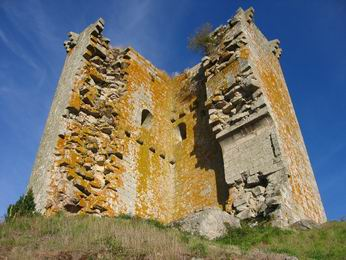
Castelo de Sandiás, Espanha.

O município possui um interessante e rico património histórico-artístico. Dentro da arquitectura religiosa, sobressai a igreja de estilo gótico de Santo Estevo de Sandiás, obra do mestre Bartolomé de Nosendo, por volta do ano 1520. Apresenta uma nave e abside rectangular, arcos torais sobre colunas com capiteis com enfeites renascentistas. O seu retábulo pusue obras de Francisco de Moure.
A Ermida de S. Bieito da Uceira é duma nave única e possui uma fachada coroada por uma espadana com um campanário e duas pirâmides dos lados. No interior, tem um retábulo barroco ou neoclássico com imagens de S.Ramón, Santa Luzia e S. Bieito.
Outras igrejas são a de Santa María em Couso de Limia, a capela de Arcos, a capela em Zadagos, entre outras.
No que se refere às construções civis, sobressaem os restos do Castelo de Sandiás.